# Orde van de Republiek Trinidad en Tobago
De Orde van de Republiek Trinidad en Tobago (Engels: Order of the Republic of Trinidad en Tobago") is de hoogste burgerlijke en militaire onderscheiding van Trinidad en Tobago. In 2008 werd de oudere Orde van de drie-eenheid na veel discussie omgedoopt en de orde verkreeg deze naam. De versierselen en de voorwaarden waaronder de orde wordt toegekend veranderden niet.

## Geschiedenis
Het oorspronkelijke "Gouden Kruis van de drie-eenheid van de Orde van de drie-eenheid", (Engels: "Trinity Cross in Gold of the Order of Trinity") was een onderscheiding van Trinidad en Tobago. De drager mocht volgens Brits gebruik de letters "TC" achter zijn of haar naam plaatsen. Bij de Orde van de Republiek Trinidad en Tobago werden dat de letters "O.R.T.T." Op Trinidad en Tobago was de naam van de in 1969 ingestelde orde omstreden gebleven totdat deze in 2008 werd omgedoopt in "Orde van de Republiek Trinidad en Tobago". Trinidad werd door de Spaanse ontdekkers naar het christelijke concept van een godheid die uit drie personen bestaat genoemd maar op Tobago had men geen affiniteit met deze naam. Moslims en andere niet-christenen voelden zich evenmin aangesproken door de naam waarbij moslims die de gedachte aan een drie-eenheid met kracht afwijzen zelfs weigerden om de onderscheiding te dragen. Dat een nationaal symbool de vorm van een christelijk kruis kreeg maakte de Orde van de drie-eenheid ook al niet geliefd bij niet-christenen die 35% van de bevolking uitmaken.
In 1969 ging de mohammedaanse senaatsvoorzitter nog schoorvoetend akkoord met zijn benoeming in deze orde maar later kwam het tot weigeringen en zelfs tot een rechtszaak vanwege het vermeende niet-constitutionele karakter van een orde met een zo christelijke naam en zo'n uiterlijk in een multi-religieuze staat. In 2008 werd de Orde omgedoopt in

## Het versiersel
Men draagt het kruis aan een lint om de hals. De draaiende verbinding tussen kruis en lint is zeer precies en kostbaar uitgevoerd.
Op het donkergroen geëmailleerde kruis zijn de vogels uit het wapen van de republiek, de Scarlet Ibis en de Cocrico in goud in de armen van het kruis afgebeeld.